# Thoisy-le-Désert
 Thoisy-le-Désert  là một xã thuộc tỉnh Côte-d’Or trong vùng Bourgogne miền đông nước Pháp.